# Experiments mentals d'Einstein
Un segell distintiu de la carrera d'Albert Einstein va ser el seu ús d'experiments mentals visualitzats (alemany: Gedankenexperiment) com a eina fonamental per entendre els problemes físics i per dilucidar els seus conceptes als altres. Els experiments de pensament d'Einstein van prendre diverses formes. En la seva joventut, va perseguir mentalment raigs de llum. Per a la relativitat especial, va utilitzar trens en moviment i llamps per explicar les seves idees més penetrants. Per a la relativitat general, va considerar una persona que cau d'un sostre, accelera els ascensors, escarabats cecs arrossegant-se per superfícies corbes i similars. En els seus debats amb Niels Bohr sobre la naturalesa de la realitat, va proposar dispositius imaginaris que intentaven mostrar, almenys en concepte, com es podia eludir el principi d'incertesa de Heisenberg. En una contribució profunda a la literatura sobre mecànica quàntica, Einstein va considerar que dues partícules interactuaven breument i després s'apartaven de manera que els seus estats es correlacionin, anticipant-se al fenomen conegut com a entrellaçament quàntic.

## Introducció
Un experiment mental és un argument lògic o model mental llançat en el context d'un escenari imaginari (hipotètic o fins i tot contrafactual). Un experiment de pensament científic, en particular, pot examinar les implicacions d'una teoria, llei o conjunt de principis amb l'ajuda de particulars ficticis i/o naturals (dimonis que classifiquen molècules, gats la vida dels quals depèn d'una desintegració radioactiva, homes en ascensors tancats) en un entorn idealitzat (trampes sense massa, absència de fricció). Descriuen experiments que, llevat d'algunes idealitzacions específiques i necessàries, es podrien realitzar al món real.
A diferència dels experiments físics, els experiments de pensament no informen de noves dades empíriques. Només poden aportar conclusions basades en raonaments deductius o inductius a partir dels seus supòsits de partida. Els experiments de pensament invoquen particulars que són irrellevants per a la generalitat de les seves conclusions. És la invocació d'aquests detalls els que donen als experiments mentals el seu aspecte d'experimentació. Un experiment mental sempre es pot reconstruir com un argument senzill, sense els detalls irrellevants. John D. Norton, un conegut filòsof de la ciència, ha assenyalat que "un bon experiment mental és un bon argument; un mal experiment mental és un mal argument".
Quan s'utilitzen eficaçment, els detalls irrellevants que converteixen un argument senzill en un experiment mental poden actuar com a "bombes d'intuïció" que estimulen la capacitat dels lectors d'aplicar les seves intuïcions a la seva comprensió d'un escenari. Els experiments de pensament tenen una llarga història. Potser la més coneguda de la història de la ciència moderna és la demostració de Galileu que els objectes que cauen han de caure al mateix ritme independentment de la seva massa. De vegades s'ha considerat que això era una demostració física real, que implicava pujar a la Torre Inclinada de Pisa i deixar caure dos pesos pesats. De fet, era una demostració lògica descrita per Galileu a Discorsi e dimostrazioni matematiche (1638).
Einstein tenia una comprensió molt visual de la física. El seu treball a l'oficina de patents "el va estimular a veure les ramificacions físiques dels conceptes teòrics". Aquests aspectes del seu estil de pensament el van inspirar a omplir els seus papers amb detalls pràctics vívids fent-los bastant diferents dels, per exemple, els papers de Lorentz o Maxwell. Això va incloure el seu ús d'experiments de pensament. :26–27;121–127

## Relativitat especial

### Perseguint un raig de llum
Al final de la vida, va recordar Einstein

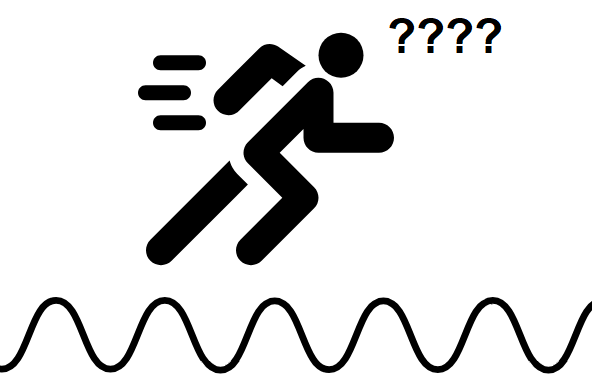
L'experiment mental d'Einstein quan era un estudiant de 16 anys

«...una paradoxa a la qual ja havia topat als setze anys: si persegueixo un feix de llum amb la velocitat c (velocitat de la llum en el buit), hauria d'observar un feix de llum com un camp electromagnètic. en repòs encara que oscil·lant espacialment. Sembla que no hi ha tal cosa, però, ni sobre la base de l'experiència ni segons les equacions de Maxwell. Des del primer moment em va semblar intuïtivament clar que, jutjat des del punt de vista d'un observador així, tot hauria de passar segons les mateixes lleis que per a un observador que, en relació amb la terra, es trobava en repòs. Perquè, com hauria de saber o poder determinar el primer observador que es troba en un estat de moviment uniforme ràpid? Es veu en aquesta paradoxa el germen de la teoria de la relativitat especial ja està contingut. »
Els records d'Einstein de les seves reflexions juvenils són àmpliament citats a causa de les pistes que proporcionen del seu gran descobriment posterior. No obstant això, Norton ha assenyalat que les reminiscències d'Einstein probablement es van pintar per mig segle de retrospectiva. Norton enumera diversos problemes amb el relat d'Einstein, tant històrics com científics:
1. Amb 16 anys i estudiant al Gymnasium d'Aarau, Einstein hauria fet l'experiment mental a finals de 1895 fins a principis de 1896. Però diverses fonts assenyalen que Einstein no va aprendre la teoria de Maxwell fins al 1898, a la universitat.
2. Un teòric de l'èter del segle XIX no hauria tingut cap dificultat amb l'experiment mental. L'afirmació d'Einstein, "... sembla que no hi ha tal cosa... sobre la base de l'experiència", no hauria comptat com una objecció, sinó que hauria representat una mera declaració de fets, ja que ningú no havia viatjat mai a aquest lloc. velocitats.
3. Un teòric de l'èter hauria considerat que "... ni segons les equacions de Maxwell" simplement representava un malentès per part d'Einstein. Sense cap idea que la velocitat de la llum representi un límit còsmic, el teòric de l'èter simplement hauria establert una velocitat igual a c, va assenyalar que sí, la llum semblaria congelada, i després no hi hauria pensat més.
En lloc que l'experiment de pensament sigui gens incompatible amb les teories de l'èter (que no ho és), sembla que el jove Einstein ha reaccionat a l'escenari des d'una sensació intuïtiva d'error. Va considerar que les lleis de l'òptica haurien d'obeir el principi de la relativitat. A mesura que va créixer, el seu primer experiment de pensament va adquirir nivells més profunds de significació: Einstein va considerar que les equacions de Maxwell haurien de ser les mateixes per a tots els observadors en moviment inercial. A partir de les equacions de Maxwell, es pot deduir una única velocitat de la llum, i no hi ha res en aquest càlcul que depengui de la velocitat d'un observador. Einstein va intuir un conflicte entre la mecànica newtoniana i la velocitat constant de la llum determinada per les equacions de Maxwell. :114–115
Independentment de les qüestions històriques i científiques descrites anteriorment, els primers experiments de pensament d'Einstein formaven part del repertori de casos de prova que va utilitzar per comprovar la viabilitat de les teories físiques. Norton suggereix que la veritable importància de l'experiment mental va ser que va proporcionar una poderosa objecció a les teories d'emissió de la llum, en les quals Einstein havia treballat durant diversos anys abans de 1905.

### Imant i conductor

Experiment mental d'imant i conductor

En el primer paràgraf del treball seminal d'Einstein de 1905 que introduïa la relativitat especial, escriu:
«És ben sabut que l'electrodinàmica de Maxwell, com s'entén habitualment actualment, quan s'aplica als cossos en moviment, condueix a asimetries que no semblen vincular-se als fenòmens. Recordem, per exemple, la interacció electrodinàmica entre un imant i un conductor. El fenomen observable depèn aquí només del moviment relatiu del conductor i de l'imant, mentre que, segons la concepció habitual, els dos casos, en què, respectivament, l'un o l'altre dels dos cossos és el que està en moviment, han de ser estrictament diferenciades entre si. Perquè si l'imant està en moviment i el conductor està en repòs, a l'entorn de l'imant sorgeix un camp elèctric dotat d'un determinat valor energètic que produeix un corrent en els llocs on es troben parts del conductor. Però si l'imant està en repòs i el conductor està en moviment, no es produeix cap camp elèctric a l'entorn de l'imant, mentre que en el conductor s'originarà una força electromotriu, a la qual en si mateixa no li correspon cap energia, però que, sempre que el moviment relatiu en els dos casos considerats és el mateix, dóna lloc a corrents elèctrics que tenen la mateixa magnitud i el mateix curs que els produïts per les forces elèctriques en el primer cas. »
Aquest paràgraf inicial explica els coneguts resultats experimentals obtinguts per Michael Faraday el 1831. Els experiments descriuen el que semblaven ser dos fenòmens diferents: l' EMF de moviment generat quan un cable es mou a través d'un camp magnètic (vegeu la força de Lorentz ), i l'EMF del transformador generat per un camp magnètic canviant (a causa de l'equació de Maxwell-Faraday). :135–157El mateix James Clerk Maxwell va cridar l'atenció sobre aquest fet en el seu article de 1861 On Physical Lines of Force. A la segona meitat de la part II d'aquest document, Maxwell va donar una explicació física separada per a cadascun dels dos fenòmens.
Tot i que Einstein anomena l'asimetria "coneguda", no hi ha cap evidència que cap dels contemporanis d'Einstein considerés que la distinció entre EMF de moviment i EMF del transformador era estranya o apuntava a una manca de comprensió de la física subjacent. Maxwell, per exemple, havia discutit repetidament les lleis de la inducció de Faraday, subratllant que la magnitud i la direcció del corrent induït només era funció del moviment relatiu de l'imant i el conductor, sense que els molestés la clara distinció entre conductor en- moviment i imant en moviment en el tractament teòric subjacent. :135–138
Tanmateix, la reflexió d'Einstein sobre aquest experiment va representar el moment decisiu del seu llarg i tortuós camí cap a la relativitat especial. Tot i que les equacions que descriuen els dos escenaris són completament diferents, no hi ha cap mesura que pugui distingir si l'imant es mou, el conductor es mou o tots dos.
En una revisió de 1920 sobre les idees i mètodes fonamentals de la teoria de la relativitat (no publicada), Einstein va relatar com de inquietant va trobar aquesta asimetria:
"La idea que aquests dos casos haurien de ser essencialment diferents era insuportable per a mi. Segons la meva convicció, la diferència entre tots dos només podria residir en l'elecció del punt de vista, però no en una diferència real <en la realitat de la natura>.:20 »
Einstein necessitava estendre la relativitat del moviment que va percebre entre l'imant i el conductor en l'experiment mental anterior a una teoria completa. Durant anys, però, no sabia com es podia fer això. Es desconeix el camí exacte que va prendre Einstein per resoldre aquest problema. Sabem, però, que Einstein va passar uns quants anys perseguint una teoria d'emissió de la llum, trobant-se amb dificultats que finalment el van portar a abandonar l'intent.
«A poc a poc em vaig desesperar de la possibilitat de descobrir les lleis veritables mitjançant esforços constructius basats en fets coneguts. Com més temps i més desesperadament ho intentava, més vaig arribar a la convicció que només el descobriment d'un principi formal universal ens podia portar a resultats segurs.:49 »
Aquesta decisió finalment va portar al seu desenvolupament de la relativitat especial com una teoria basada en dos postulats. L'expressió original d'Einstein d'aquests postulats va ser:
1. "Les lleis que regeixen els canvis d'estat de qualsevol sistema físic no depenen de quin dels dos sistemes de coordenades en moviment de translació uniforme entre si es refereixen aquests canvis d'estat.
2. Cada raig de llum es mou en el sistema de coordenades "en repòs" amb la velocitat definida V independentment de si aquest raig de llum és emès per un cos en repòs o per un cos en moviment".

En la seva forma moderna:
1. Les lleis de la física prenen la mateixa forma en tots els marcs inercials.
2. En qualsevol marc inercial donat, la velocitat de la llum c és la mateixa tant si la llum és emesa per un cos en repòs com per un cos en moviment uniforme. [Emfasi afegit per l'editor]
La redacció d'Einstein del primer postulat era una amb la qual gairebé tots els teòrics del seu temps podien estar d'acord. El seu segon postulat expressa una nova idea sobre el caràcter de la llum. Els llibres de text moderns combinen els dos postulats. Un llibre de text popular expressa el segon postulat com: "La velocitat de la llum a l'espai lliure té el mateix valor c en totes les direccions i en tots els marcs de referència inercials".

### Trens, terraplens i llamps

Experiment mental de tren i terraplè

El tema de com Einstein va arribar a la relativitat especial ha estat fascinant per a molts estudiosos: un baix oficial de patents de vint-i-sis anys (tercera classe), en gran part autodidacte en física  i completament divorciat de la recerca convencional, no obstant això, l'any 1905 va produir quatre treballs extraordinaris ( Annus Mirabilis papers), només un dels quals (el seu article sobre el moviment brownià) semblava relacionat amb qualsevol cosa que hagués publicat abans.
L'article d'Einstein, On the Electrodynamics of Moving Bodies, és una obra polida que té pocs rastres de la seva gestació. L'evidència documental sobre el desenvolupament de les idees que hi van incloure consisteix, literalment, en només dues frases en un grapat de lletres primerenques conservades, i diversos comentaris històrics posteriors del mateix Einstein, alguns d'ells coneguts només de segona mà i de vegades contradictoris..
Pel que fa a la relativitat de la simultaneïtat, l'article d'Einstein de 1905 desenvolupa el concepte de manera vívida considerant acuradament els conceptes bàsics de com es pot difondre el temps mitjançant l'intercanvi de senyals entre rellotges. A la seva obra popular, Relativity: The Special and General Theory, Einstein tradueix la presentació formal del seu treball en un experiment mental utilitzant un tren, un terraplè de ferrocarril i llamps. L'essència de l'experiment mental és la següent:
- L'observador M es troba en un terraplè, mentre que l'observador M ' va en un tren que viatja ràpidament. En el moment precís que M i M ' coincideixen en les seves posicions, un llamp colpeja els punts A i B equidistants de M i M '.
- La llum d'aquests dos flaixos arriba a M al mateix temps, de la qual M conclou que els parabolts eren sincrònics.
- La combinació del primer i segon postulats d'Einstein implica que, malgrat el moviment ràpid del tren en relació amb el terraplè, M ' mesura exactament la mateixa velocitat de la llum que M. Com que M ' estava equidistant d' A i B quan va caure un llamp, el fet que M ' rebi llum de B abans que la llum d' A significa que amb M ', els parabolts no eren sincrònics. En canvi, el forrellat de B va colpejar primer.

- L'observador M es troba en un terraplè, mentre que l'observador M ' va en un tren que viatja ràpidament. En el moment precís que M i M ' coincideixen en les seves posicions, un llamp colpeja els punts A i B equidistants de M i M '.
- La llum d'aquests dos flaixos arriba a M al mateix temps, de la qual M conclou que els parabolts eren sincrònics.
- La combinació del primer i segon postulats d'Einstein implica que, malgrat el moviment ràpid del tren en relació amb el terraplè, M ' mesura exactament la mateixa velocitat de la llum que M. Com que M ' estava equidistant d' A i B quan va caure un llamp, el fet que M ' rebi llum de B abans que la llum d' A significa que amb M ', els parabolts no eren sincrònics. En canvi, el forrellat de B va colpejar primer.

Una suposició habitual entre els historiadors de la ciència és que, d'acord amb l'anàlisi feta en el seu article sobre la relativitat especial de 1905 i en els seus escrits populars, Einstein va descobrir la relativitat de la simultaneïtat pensant en com els rellotges es podrien sincronitzar mitjançant senyals lluminosos. La convenció de sincronització d'Einstein va ser desenvolupada originalment pels telègrafs a mitjans del segle XIX. La difusió del temps precís va ser un tema cada cop més important durant aquest període. Els trens necessitaven un temps precís per programar l'ús de la via, els cartògrafs necessitaven un temps precís per determinar la longitud, mentre que els astrònoms i els aparelladors es van atrevir a considerar la difusió mundial del temps amb precisions de mil·lèsimes de segon. :132–144;183–187Seguint aquesta línia argumental, la posició d'Einstein a l'oficina de patents, on es va especialitzar en l'avaluació de patents electromagnètiques i electromecàniques, l'hauria exposat als últims avenços en la tecnologia del temps, que l'haurien guiat en el seu pensament cap a la comprensió de la relativitat de la simultaneïtat. :243–263
Les anàlisis rutinàries de l'experiment de Fizeau i de l'aberració estel·lar, que tracten la llum com a corpuscles newtonians, no requereixen relativitat. Però els problemes sorgeixen si es considera la llum com a ones que viatgen a través d'un èter, que es resolen aplicant la relativitat de la simultaneïtat. És totalment possible, per tant, que Einstein arribés a la relativitat especial per un camí diferent del que s'assumeix habitualment, mitjançant l'examen d'Einstein de l'experiment i l'aberració estel·lar de Fizeau.
Les anàlisis rutinàries de l'experiment de Fizeau i de l'aberració estel·lar, que tracten la llum com a corpuscles newtonians, no requereixen relativitat. Però els problemes sorgeixen si es considera la llum com a ones que viatgen a través d'un èter, que es resolen aplicant la relativitat de la simultaneïtat. És totalment possible, per tant, que Einstein arribés a la relativitat especial per un camí diferent del que s'assumeix habitualment, mitjançant l'examen d'Einstein de l'experiment i l'aberració estel·lar de Fizeau.
Per tant, no sabem fins a quin punt van ser importants la sincronització del rellotge i l'experiment mental del tren i el terraplè per al desenvolupament d'Einstein del concepte de la relativitat de la simultaneïtat. Sabem, però, que l'experiment mental del tren i el terraplè va ser el mitjà preferit pel qual va triar ensenyar aquest concepte al públic en general.

Teorema relativista del centre de masses

La paradoxa del centre de masses de Poincaré (reinterpretada per Einstein)

Einstein va proposar l'equivalència de massa i energia en el seu article final d'Annus Mirabilis. Durant les dècades següents, la comprensió de l'energia i la seva relació amb l'impuls van ser desenvolupades encara més per Einstein i altres físics com Max Planck, Gilbert N. Lewis, Richard C. Tolman, Max von Laue (que el 1911 va donar una prova completa de M0 = E0/c2 del tensor tensió-energia ), i Paul Dirac (les investigacions del qual de solucions negatives en el seu La formulació de 1928 de la relació energia-impuls va conduir a la predicció de 1930 de l'existència d'antimatèria).

### Impossibilitat de senyalització més ràpida que la llum

L'experiment mental d'Einstein de 1907 que demostra que la senyalització FTL permet la violació de la causalitat.

El 1907, Einstein va assenyalar que a partir de la llei de composició de velocitats, es podria deduir que no pot existir un efecte que permeti una senyalització més ràpida que la llum.

## Relativitat general

### Caigudes de pintors i ascensors accelerats
Caigudes de pintors i ascensors accelerats
«Quan estava ocupat (el 1907) escrivint un resum del meu treball sobre la teoria de la relativitat especial per al Jahrbuch der Radioaktivität und Elektronik [Anuari de radioactivitat i electrònica], també vaig haver d'intentar modificar la teoria newtoniana de la gravitació com ara per ajustar les seves lleis a la teoria. Tot i que els intents en aquesta direcció van mostrar la viabilitat d'aquesta empresa, no em van satisfer perquè s'haurien hagut de basar en hipòtesis físiques infundades. En aquell moment vaig tenir el pensament més feliç de la meva vida de la següent forma: En un exemple que val la pena considerar, el camp gravitatori només té una existència relativa d'una manera semblant al camp elèctric generat per la inducció magnetoelèctrica. Perquè per a un observador en caiguda lliure des del terrat d'una casa no hi ha cap camp gravitatori durant la caiguda —almenys als seus voltants. És a dir, si l'observador deixa anar algun cossos, romanen relatius a ell, en estat de repòs o moviment uniforme, independentment de la seva naturalesa química o física especial. L'observador, per tant, està justificat a l'hora d'interpretar el seu estat com a "en repòs".:20-21 »

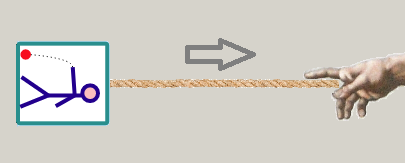
Un experiment mental utilitzat per Einstein per il·lustrar el principi d'equivalència

La constatació va "sorprendre" Einstein i el va inspirar a començar una recerca de vuit anys que va conduir a la que es considera la seva obra més gran, la teoria de la relativitat general. Amb els anys, la història de l'home que cau s'ha convertit en una icònica, molt embellida per altres escriptors. En la majoria dels relats de la història d'Einstein, l'home que cau s'identifica com un pintor. En alguns relats, Einstein es va inspirar després de veure un pintor caure del terrat d'un edifici adjacent a l'oficina de patents on treballava. Aquesta versió de la història deixa sense resposta la pregunta de per què Einstein podria considerar que la seva observació d'un accident tan lamentable representa el pensament més feliç de la seva vida. :145

### Primeres aplicacions del principi d'equivalència

L'argument d'Einstein que la llum que cau adquireix energia

La formulació d'Einstein de la relativitat especial era en termes de cinemàtica (l'estudi dels cossos en moviment sense referència a les forces). A finals de 1907, el seu antic professor de matemàtiques, Hermann Minkowski, va presentar una interpretació geomètrica alternativa de la relativitat especial en una conferència a la societat matemàtica de Göttingen, introduint el concepte d'espai-temps. Einstein inicialment va rebutjar la interpretació geomètrica de Minkowski, considerant-la com überflüssige Gelehrsamkeit (aprenentatge superflu).

## Mecànica quàntica

### Antecedents: Einstein i el quàntic
Han sorgit molts mites sobre la relació d'Einstein amb la mecànica quàntica. Els estudiants de Física de primer any són conscients que Einstein va explicar l'efecte fotoelèctric i va introduir el concepte del fotó. Però els estudiants que han crescut amb el fotó potser no són conscients de com de revolucionari era el concepte per a la seva època. Els fets més coneguts sobre la relació d'Einstein amb la mecànica quàntica són la seva afirmació: "Déu no juga als daus amb l'univers" i el fet indiscutible que simplement no li agradava la teoria en la seva forma final. Això ha donat la impressió general que, malgrat les seves contribucions inicials, Einstein estava fora de contacte amb la investigació quàntica i, en el millor dels casos, va tenir un paper secundari en el seu desenvolupament. :1–4Sobre l'allunyament d'Einstein de la direcció general de la investigació física després de 1925, el seu conegut biògraf científic, Abraham Pais, va escriure:
"Einstein és l'únic científic que es considera justament igual a Newton. Aquesta comparació es basa exclusivament en el que va fer abans de 1925. Durant els 30 anys restants de la seva vida va romandre actiu en la investigació, però la seva fama no disminuiria, si no augmentaria, si hagués anat a pescar.:43 »
En retrospectiva, sabem que Pais va ser incorrecte en la seva valoració.
Einstein va ser, sens dubte, el col·laborador més important de la "vella" teoria quàntica. 